# Middlesex (Vermont)
Middlesex – miasto w Stanach Zjednoczonych, w stanie Vermont, w hrabstwie Washington.